# Jürgen Oldenburg
Jürgen Oldenburg (* 3. Dezember 1926 in Altona; † 12. August 1991) war ein deutscher Lehrer und Politiker (SPD).

## Leben
Oldenburg besuchte die Oberrealschule. Nach einem Ergänzungskurs legte er 1947 das Abitur ab. Er studierte Philosophie, Pädagogik, Germanistik und Anglistik an der Universität Hamburg. 1954 legte er das Staatsexamen für das Höhere Lehramt ab und war als Lehrer tätig, zuletzt als Studiendirektor an der Holstenschule und im Studienseminar in Neumünster.
1957 trat er der SPD bei. 1962 wurde er in den Gemeinderat von Einfeld gewählt, dem er bis 1970 angehörte. Nach der Eingemeindung Einfelds nach Neumünster war er ab April 1970 Mitglied der Ratsversammlung von Neumünster.
Im Mai 1971 zog er über die SPD-Landesliste in den Landtag Schleswig-Holsteins ein.
Er war Mitglied des Agrarausschusses und des Ausschusses für Jugendfragen sowie stellvertretendes Mitglied in weiteren Ausschüssen des Landtags. Mit dem Ende der Wahlperiode schied Oldenburg im Mai 1975 aus dem Landtag aus.
Oldenburg war verheiratet und hatte zwei Kinder.